# Platynus
Platynus is een geslacht van kevers uit de familie van de loopkevers (Carabidae). De wetenschappelijke naam van het geslacht is voor het eerst geldig gepubliceerd in 1810 door Bonelli.

## Soorten
Het geslacht Platynus omvat de volgende soorten:
- Platynus acroglyptus Bates, 1892
- Platynus adonis Tschitscherine, 1895
- Platynus aeneicauda (Bates, 1891)
- Platynus agilis Leconte, 1863
- Platynus algirinus (Buquet, 1840)
- Platynus anatolicus J. Schmidt, 1996
- Platynus andrewesianus Jedlicka, 1932
- Platynus angustatus Dejean, 1828
- Platynus asper Jedlicka, 1936
- Platynus assimilis Paykull, 1790
- Platynus azbleotroades Morvan, 1996
- Platynus babaulti Louwerens, 1953
- Platynus baconi Chaudoir, 1878
- Platynus balthasari Jedlicka, 1940
- Platynus banaticus (I. Frivaldszky von Frivald, 1865)
- Platynus barclayi Schmidt, 2009
- Platynus benardi (Andrewes, 1924)
- Platynus boninensis Kasahara, 1991
- Platynus brunneomarginatus (Mannerheim, 1843)
- Platynus bruskelchus Morvan, 1996
- Platynus cardioderus Fairmaire, 1889
- Platynus chinensis Jedlicka, 1934
- Platynus cincticollis (Say, 1823)
- Platynus cohni Liebherr & Will, 1996
- Platynus complanatus Dejean, 1828
- Platynus conicicollis (Chaudoir, 1879)
- Platynus csikii Jedlicka, 1954
- Platynus cupreatus Jedlicka, 1940
- Platynus davidis Fairmaire, 1889
- Platynus daviesi Bousquet, 2012
- Platynus decentis (Say, 1823)
- Platynus deliae Morvan, 1996
- Platynus depressus Dejean, 1831
- Platynus deuvei Morvan, 1996
- Platynus dianus (Jedlicka, 1934)
- Platynus districtus (Casey, 1920)
- Platynus elegantellus Lorenz, 1998
- Platynus elongatulus Fischer von Waldheim, 1829
- Platynus emmerichi Jedlicka, 1932
- Platynus falcus Jedlicka, 1935
- Platynus ferghanicus Belousov, 1991
- Platynus flavipes Jedlicka, 1935
- Platynus formosanus Jedlicka, 1939
- Platynus fur (Andrewes, 1930)
- Platynus ganssuensis Semenov, 1889
- Platynus giganteus Fairmaire, 1891
- Platynus glacialis (Reitter, 1877)
- Platynus grandicollis (Motschulsky, 1850)
- Platynus grassator (Andrewes, 1932)
- Platynus henvelus Morvan, 1996
- Platynus heyrovskyi Jedlicka, 1940
- Platynus himalaycus Jedlicka, 1970
- Platynus hirmocoelus Chaudoir, 1879
- Platynus hypolithos (Say, 1823)
- Platynus ikedai Kasahara, 1991
- Platynus imitator Andrewes, 1930
- Platynus immarginatus Schmidt, 2009
- Platynus impressiceps Louwerens, 1953
- Platynus impunctatus Andrewes, 1923
- Platynus incisus (Andrewes, 1927)
- Platynus indecentis Liebherr & Will, 1996
- Platynus indiae Louwerens, 1953
- Platynus infuscatus Jedlicka, 1940
- Platynus inops (Chaudoir, 1879)
- Platynus jedlickai Louwarens, 1955
- Platynus kamareti Morvan, 1995
- Platynus kaonastennus Morvan, 1995
- Platynus kazuyoshii Morita & Kurosa, 1994
- Platynus kildroennus Morvan, 1995
- Platynus klausnitzeri (J.Schmidt, 2005)
- Platynus kleebergi Schmidt, 2009
- Platynus klickai Jedlicka, 1934
- Platynus komala Andrewes, 1932
- Platynus komarovi (Lafer, 1976)
- Platynus kompeskanus Morvan, 1995
- Platynus krynickii Sperk, 1835
- Platynus laetus ,
- Platynus leuroides Jedlicka, 1965
- Platynus lindrothi Baehr, 1982
- Platynus livens Gyllenhal, 1810
- Platynus logicus (Casey, 1920)
- Platynus lokayi Jedlicka, 1940
- Platynus longiventris Mannerheim, 1825
- Platynus lutescens Jedlicka, 1940
- Platynus lyratus (Chaudoir, 1879)
- Platynus macerellus Lorenz, 1998
- Platynus magnus (Bates, 1873)
- Platynus mannenrheimii (Dejean, 1828)
- Platynus marani Jedlicka, 1935
- Platynus matsumurai Habu, 1973
- Platynus meurguesae Morvan, 1996
- Platynus meurguesianus Morvan, 1996
- Platynus mirificus Jedlicka, 1940
- Platynus miwai Jedlicka, 1940
- Platynus mixtus Jedlicka, 1940
- Platynus montezumae (Bates, 1878)
- Platynus nepalensis (Morvan, 1996)
- Platynus nuceus (Fairmaire, 1887)
- Platynus obenbergeri Jedlicka, 1934
- Platynus obsoletus Louwerens, 1953
- Platynus ocylus Jedlicka, 1934
- Platynus opaculus Leconte, 1863
- Platynus ovaliceps Bates, 1878
- Platynus ovipennis (Mannerheim, 1843)
- Platynus pakistanensis Morvan, 1996
- Platynus paradisiacus Kirschenhofer, 1990
- Platynus parmarginatus Hamilton, 1893
- Platynus pecki Barr, 1982
- Platynus peirolerii Bassi, 1834
- Platynus pennekum (Morvan, 1995)
- Platynus planops Louwerens, 1953
- Platynus pohnerti Jedlicka, 1934
- Platynus praedator (Andrewes, 1930)
- Platynus prognathus Vandyke, 1926
- Platynus protensus (A. Morawitz, 1863)
- Platynus proximus (J. Frivaldszky, 1879)
- Platynus punctatus Jedlicka, 1934
- Platynus puncticollis Jedlicka, 1934
- Platynus purkynei Jedlicka, 1934
- Platynus rarus Schmidt, 2009
- Platynus richteri Morvan, 1996
- Platynus rougemonti Morvan, 1996
- Platynus saphyripennis Chaudoir, 1878
- Platynus satsunanus Habu, 1974
- Platynus schnitteri Schmidt, 2009
- Platynus scrobiculatus (Fabricius, 1801)
- Platynus semistriatus Chaudoir, 1879
- Platynus semiviridis Louwerens, 1953
- Platynus septemlineatus Jedlicka, 1934
- Platynus serbicus Csiki, 1904
- Platynus setiporus Reitter, 1893
- Platynus sexualis K. Daniel & J. Daniel, 1898
- Platynus shebbearei Andrewes, 1930
- Platynus shimomuraianus (Morvan, 1995)
- Platynus sikkimensis Andrewes, 1923
- Platynus spectans ,
- Platynus staveni Schmidt, 2009
- Platynus stepaneki Jedlicka, 1940
- Platynus sterbai Jedlicka, 1940
- Platynus stummius Morvan, 1995
- Platynus subovatus (Putzeys, 1875)
- Platynus takabai (Habu, 1962)
- Platynus tasmantus (Morvan, 1996)
- Platynus tenuicollis (Leconte, 1848)
- Platynus teriolensis K. Daniel & J. Daniel, 1898
- Platynus tolucensis (Straneo, 1957)
- Platynus trifoveolatus Beutenmuller, 1903
- Platynus trisetosus (Landin, 1955)
- Platynus turcicus Apfelbeck, 1904
- Platynus umbripennis (Casey, 1920)
- Platynus ustus (Andrewes, 1927)
- Platynus viator (Andrewes, 1931)
- Platynus violis Jedlicka, 1934
- Platynus viridis Jedlicka, 1940
- Platynus wassulandi Jedlicka, 1962
- Platynus willbergi Reitter, 1891
- Platynus yamaguchii Kasahara, 1991
- Platynus zengae (Morvan & Tian, 2003)